# Liste der Naturdenkmale in Marienberg
Die Liste der Naturdenkmale in Marienberg nennt die Naturdenkmale in Marienberg im sächsischen Erzgebirgskreis.

## Definition
„Naturdenkmäler sind rechtsverbindlich festgesetzte Einzelschöpfungen der Natur oder entsprechende Flächen bis zu fünf Hektar, deren besonderer Schutz erforderlich ist
1. aus wissenschaftlichen, naturgeschichtlichen oder landeskundlichen Gründen oder
2. wegen ihrer Seltenheit, Eigenart oder Schönheit.“

„§ 18 – Naturdenkmäler – (zu § 28 BNatSchG)
(1) Die Erklärung nach § 22 Abs. 1 BNatSchG von Teilen von Natur und Landschaft als Naturdenkmal erfolgt durch Rechtsverordnung oder Einzelanordnung.
(2) Über § 28 Abs. 1 BNatSchG hinaus können Naturdenkmäler zur Sicherung von Lebensgemeinschaften oder Lebensstätten von im Bestand gefährdeten oder streng geschützten Arten festgesetzt werden.“

## Liste
Link zu einem Kartenansichtstool, um Koordinaten zu setzen.
| Bild                          | Bezeichnung                      | Lage                                                | Beschreibung                 | Datum | Nummer     |
| ----------------------------- | -------------------------------- | --------------------------------------------------- | ---------------------------- | --- | ---------- |
| BW                            | Am Wasserwerk                    | Marienberg (50° 37′ 50,9″ N, 13° 9′ 1,7″ O)         | Fläche: ca. 16732 m²         | Beschluss des Rates des Kreises Marienberg Nr. 188/78 vom 16.11.1978                                                         | 364.23-164 |
| BW                            | Arnikawiese                      | Mooshaide (50° 38′ 47,8″ N, 13° 7′ 38,6″ O)         | Fläche: ca. 2869 m²          | Verordnung des Landratsamtes Mittlerer Erzgebirgskreis vom 27.01.1995                                                        | 364.23-163 |
| BW                            | Böhmwiese (= Torfwiese)          | Satzung (50° 31′ 39,3″ N, 13° 10′ 41″ O)            | Fläche: ca. 17365 m²         | Verordnung des Landratsamtes Mittlerer Erzgebirgskreis als Untere Naturschutzbehörde vom 17.03.1995, Abl. MEK Nr. 4/95 S. 27 | 364.23-168 |
| BW                            | Halde an der Windmühle           | Ansprung (50° 39′ 13,9″ N, 13° 16′ 1,3″ O)          | Fläche: ca. 22175 m²         | Beschluss des Rates des Kreises Marienberg vom 14.11.1985                                                                    | 364.23-172 |
| mehr Fotos \| Fotos hochladen | Hirtstein                        | Satzung (50° 32′ 11,1″ N, 13° 11′ 36,3″ O)          | Fläche: ca. 4345 m²          | Beschluss des Rates des Kreises Marienberg Nr. 11-2-57 vom 31.07.1957                                                        | 364.23-169 |
| BW                            | Kretzschenbach                   | Sorgau (50° 40′ 53,8″ N, 13° 15′ 27,9″ O)           | Fläche: ca. 53795 m²         | Verordnung des Landratsamtes Marienberg als Untere Naturschutzbehörde vom 09.11.1993                                         | 364.23-174 |
| BW                            | Mooshaide                        | Mooshaide (50° 38′ 53,8″ N, 13° 7′ 51″ O)           | Fläche: ca. 46323 m²         | Verordnung des Landratsamtes Mittlerer Erzgebirgskreis als Untere Naturschutzbehörde vom 17.03.1995, Abl. MEK Nr. 4/95 S. 29 | 364.23-162 |
| BW                            | Orchideenwiese                   | Ansprung (50° 39′ 21,6″ N, 13° 15′ 28,2″ O)         | Fläche: ca. 17513 m²         | Beschluss des Rates des Kreises Marienberg Nr. 174/77 vom 17.11.1977                                                         | 364.23-171 |
| BW                            | Ostteil von Lippmanns Steinbruch | Ansprung (50° 39′ 21,7″ N, 13° 15′ 48,8″ O)         | Fläche: ca. 10641 m²         | Beschluss des Rates des Kreises Marienberg Nr. 279/75 vom 13.11.1975                                                         | 364.23-173 |
| BW                            | Schäfereiteichwiese              | Niederlauterstein (50° 39′ 51,7″ N, 13° 12′ 9,8″ O) | Fläche: ca. 12020 m²         | Verordnung des Mittleren Erzgebirgskreises vom 03.12.1999, Abl. MEK Nr. 11/99 S. 8                                           | 364.23-165 |
| mehr Fotos \| Fotos hochladen | Serpentinsteinhalden             | Ansprung (50° 39′ 26,7″ N, 13° 15′ 1,3″ O)          | Fläche: ca. 10600 m²         | Beschluss des Rates des Kreises Marienberg Nr. 241/59 vom 23.12.1959                                                         | 364.23-170 |
| BW                            | Sumpfwiese Niedernatzschung      | Rübenau (50° 34′ 51″ N, 13° 18′ 15,1″ O)            | Fläche: ca. 17754 m²         | Beschluss des Rates des Kreises Marienberg Nr. 67/90 vom 02.03.1990                                                          | 364.23-167 |
| BW                            | Teichwiese Obernatzschung        | Rübenau (50° 34′ 53,6″ N, 13° 17′ 28,2″ O)          | Fläche: ca. 10648 m²         | Beschluss des Rates des Kreises Marienberg Nr. 67/90 vom 02.03.1990                                                          | 364.23-166 |
| BW                            | Blitzbuche                       | Dörfel (50° 38′ 57,6″ N, 13° 10′ 51,8″ O)           |                              | |            |
| mehr Fotos \| Fotos hochladen | Eiche                            | Pobershau (50° 38′ 10,7″ N, 13° 12′ 55,8″ O)        | als Naturdenkmal beschildert | ? | ?          |